# كارلوس فيرا
كارلوس ألفريدو فيرا رودريغز (بالإسبانية: Carlos Alfredo Vera Rodríguez) (ولد في 25 يونيو 1976)، هو حكم كرة قدم إكوادوري. أصبح حكم دولي منذ عام 2006، وقد أدار مباريات رسمية في كأس الليبرتادوريس وكوبا سود أمريكانا، بالإضافة إلى تصفيات كأس العالم وبطولة أمريكا الجنوبية للشباب، كما تم اختياره كواحد من حكام كوبا أمريكا 2011 التي أقيمت في الأرجنتين. وتم اختيار بقائمة أفضل 20 حكم بعام 2012.

## وصلات خارجية
- كارلوس فيرا على موقع Soccerway.com (الإنجليزية)
- ملف تعريفي لكارلوس فيرا نسخة محفوظة 1 فبراير 2014 على موقع واي باك مشين. موقع WorldReferee.com